# Кукасти врчоноша
Кукасти врчоноша (лат. Nepenthes hamata) је вишегодишња инсективорна биљка. Ендемит је Сулавесија, где расте на надморској висини од 1.400 до 2.500 метара.
Специфични епитет hamata је женски облик придева hamatus који на латинском значи „кукаст“ и односи се на јако развијена перистомска „ребра“. Ова врста је сродна Nepenthes tentaculata и Nepenthes nigra.